# Elecciones estatales de Hamburgo de 1961
El 12 de noviembre de 1961, se realizó la quinta elección al Parlamento de Hamburgo. Fueron elegidos un total de 120 diputados.

## Resultados
Los resultados fueron:
| Partido | Partido | Votos   | %      | Escaños |
| ------- | ------- | ------- | ------ | ------- |
|         | SPD     | 567.793 | 57,4 % | 72      |
|         | CDU     | 287.619 | 29,1 % | 36      |
|         | FDP     | 95.061  | 9,6 %  | 12      |
|         | DFU     | 28.511  | 2,9 %  | —       |
|         | DRP     | 9.045   | 0,9 %  | —       |
|         | DG      | 784     | 0,1 %  | —       |

## Formación de gobierno
Tras la elección de 1961, el primer alcalde Paul Nevermann (SPD) fue confirmado en su cargo, gracias al apoyo de la coalición socioliberal (SPD-FDP). Debido a un escándalo político en relación con la visita de la reina Isabel II, se vio obligado a dimitir el 9 de junio de 1965. Su sucesor fue Herbert Weichmann. El nuevo gobierno fue nuevamente formado por el SPD y el FDP. El SPD era realmente capaz de gobernar en solitario, ya que contaba con mayoría absoluta en el parlamento, pero decidió continuar con el trabajo tradicional con los liberales.